# Pernhofen
Pernhofen ist eine Katastralgemeinde von Laa an der Thaya im Bezirk Mistelbach im nördlichen Weinviertel in Niederösterreich.

## Geografie
Pernhofen liegt im Norden des Weinviertels in Niederösterreich und ist eine Katastralgemeinde der Stadt Laa an der Thaya. Die Fläche der Katastralgemeinde beträgt 4,84 km².

## Geschichte
Pernhofen wurde erstmals urkundlich als Perenhoven im Jahr 1240 erwähnt. Im Jahre 1351 übertrug Chunrat von Schaunberg seinem Onkel Stephan von Meissau seine Güter zu Pernhofen. 1360 sind Besitzungen des Klosters Waldhausen zu Pernhofen nachweisbar. Die Herrschaft über Pernhofen gehörte zu Staatz, in dessen Urbar der Ort 1569 als Wüstung bezeichnet wird. Vermutlich fiel Pernhofen bereits in der Zeit zwischen 1459 und 1468 wüst, als Georg von Podiebrad die Gegend verheerte. 1601 wurde die Wüstung Pernhofen von Christoph von Breuner an Wulzeshofen veräußert. Bereits zehn Jahre später ging Pernhofen an Elisabeth von Kuering, Frau von Hagenberg und Stronsdorf über. Pernhofen verblieb bei der Herrschaft Stronsdorf bis zum Jahre 1857, in welchem es käuflich durch Karl Kammel, Edlen von Hardegg, erworben wurde. Dieser errichtete zu Pernhofen eine Zuckerfabrik, welche er 1867 in eine Spiritusbrennerei umwandelte. 1901 ging die Brennerei zu Pernhofen in den Besitz der Familie Lederer über und wurde somit Ausgangspunkt des späteren Pernhofener Produktionswerkes der Firma Jungbunzlauer. Inzwischen besteht die Katastralgemeinde nur noch aus dem Werk samt Nebengebäuden und hat keine Wohnhäuser mehr.

## Kultur und Sehenswürdigkeiten

### Bauwerke
In Pernhofen gibt es eine neogotische Annenkapelle aus der 2. Hälfte des 19. Jahrhunderts.

### Sport
In Pernhofen gibt es den Werksverein Sportclub Jungbunzlauer – Pernhofen.

## Wirtschaft und Infrastruktur

### Unternehmen
In Pernhofen befindet sich der wichtigste Produktionsstandort des Unternehmens Jungbunzlauer, an welchem Citronensäure, Xantan und Glucose produziert werden. Im Werk Pernhofen sind 450 Mitarbeiter beschäftigt.

### Verkehr

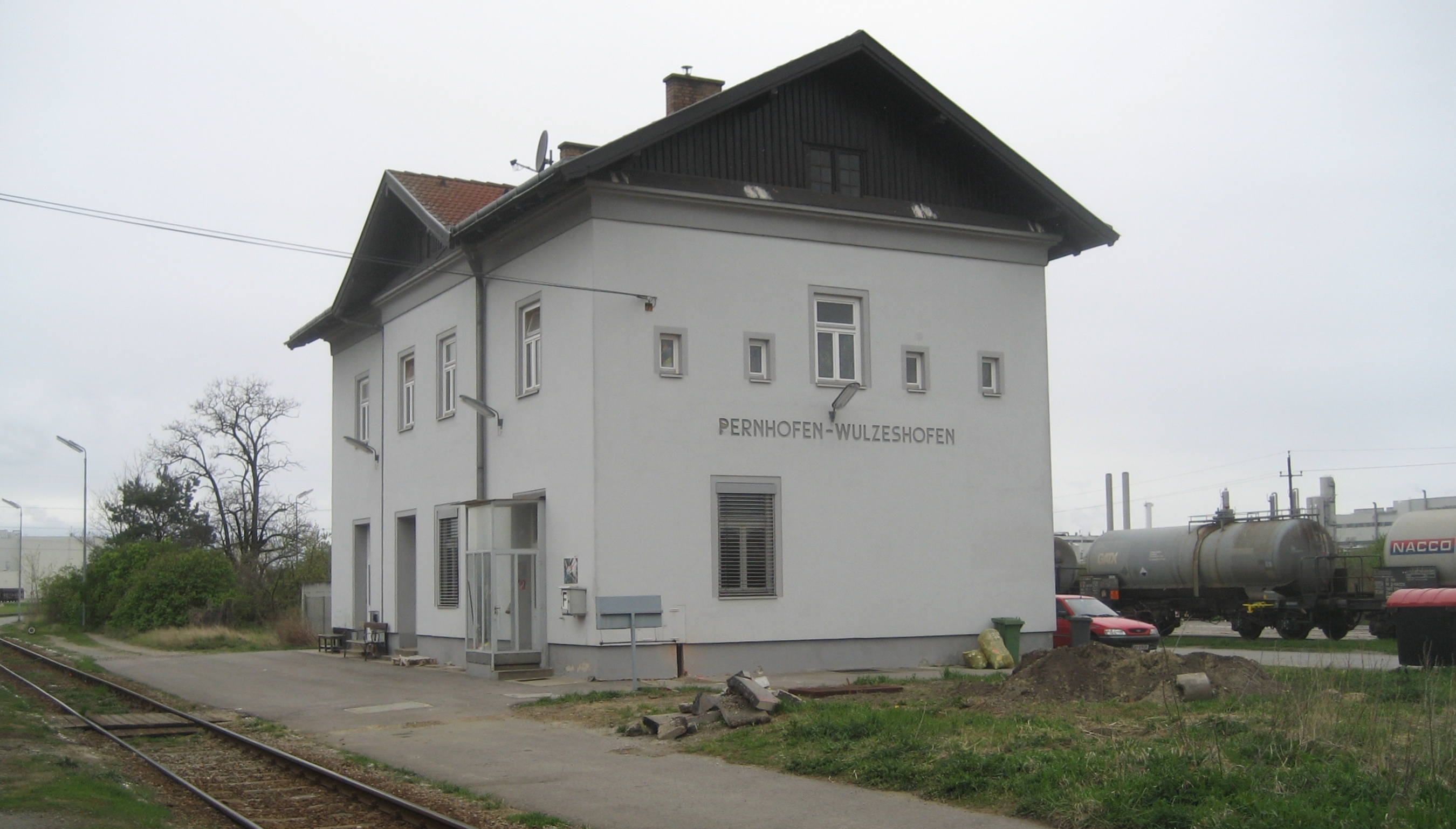
Bahnhof Pernhofen-Wulzeshofen (2012)

Zwischen den beiden Katastralgemeinden Pernhofen und Wulzeshofen befindet sich der Bahnhof Pernhofen-Wulzeshofen, welcher an der Bahnstrecke Novosedly–Zellerndorf liegt und noch heute vom Güterverkehr bedient wird, dessen Hauptkunde das Jungbunzlauer Werk Pernhofen ist.